# Periegops australia
Periegops australia is een spinnensoort uit de familie Periegopidae. De soort komt voor in Queensland.